# Kijŏng-dong
Kijŏng-dong, Kijŏngdong, ou Kijŏng tong, é uma vila em P'yŏnghwa-ri (hangul: 평화리; hanja: 平和里), Kaesong-si, Coreia do Norte. Ela está situada na região da zona desmilitarizada coreana (ZDC). Também conhecida na Coreia do Norte como Vila da Paz(평화촌hangul: 평화촌; hanja: 平和村; MR: p'yŏnghwach'on), é normalmente referida como a "Vila da Propaganda" (선전마을hangul: 선전마을; hanja: 宣傳마을; rr: seonjeon maeul) por aqueles de fora da Coreia do Norte, especialmente pela mídia da Coreia do Sul e do ocidente.
Kijŏng-dong é uma das duas aldeias que receberam permissão para permanecer nos quatro quilômetros de largura de ZDC, sob o armistício de 1953 que encerrou as batalhas da Guerra da Coreia; a outro sendo a vila sul-coreana de Daeseong-dong, há 2,22 km de distância.

## História

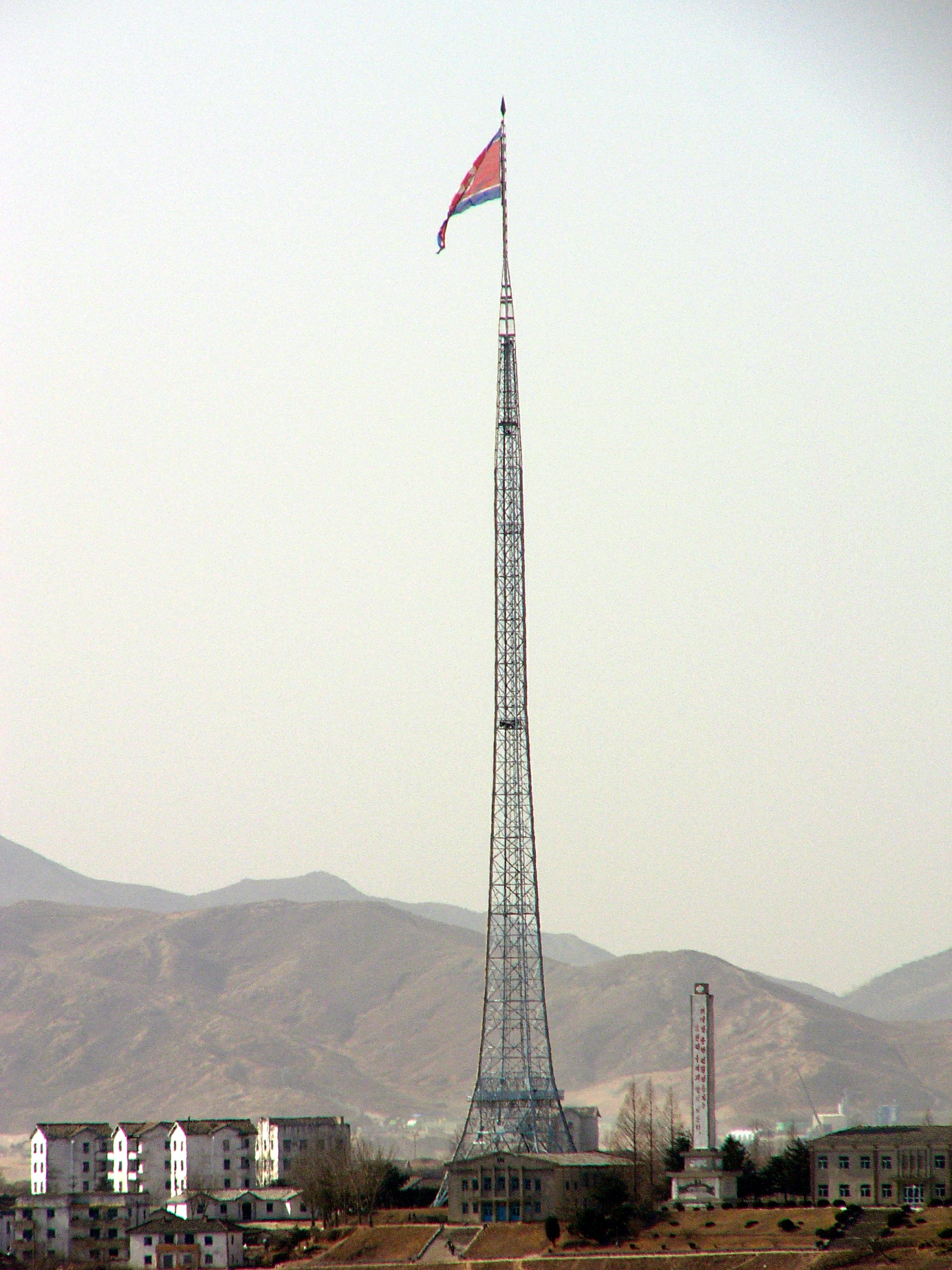
O mastro da Coreia do Norte na vila fronteiriça de Kijong-dong (a quarta mais alta do mundo, com 160 m de altura), de onde uma bandeira norte-coreana (pesando 270 quilos) é içada perto da Junta de Área de Segurança Conjunta.Área (ASC) da Zona Desmilitarizada Coreana (ZDC) na antiga aldeia de Panmunjom.

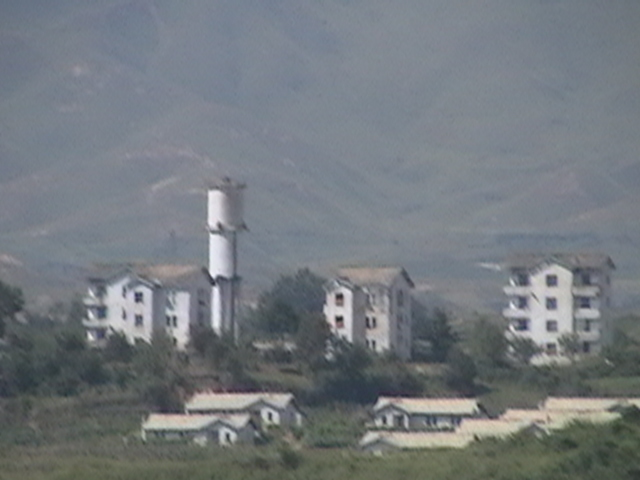
Vista de Kijŏng-dong

De acordo com o governo norte-coreano, a aldeia tem uma fazenda coletiva que é administrada por 200 famílias locais, que são atendidas por creches, escolas primárias e secundárias, juntamente com um hospital. No entanto, de acordo com a Coreia do Sul, a cidade é uma vila desabitada que foi estabelecida durante a década de 1950 em uma tentativa de usar habilidades de propaganda e esforços para encorajar a deserção pro-norte-coreana de pessoas na Coreia do Sul, bem como para abrigar e prover o povoado. As tropas do Exército Popular da Coreia (EPC) da Coreia do Norte ocupam uma ampla e extensa rede de postos de artilharia, fortificações defensivas e centros de comando e controle subterrâneos e bunkers que circundam a zona de fronteira.
A vila possui uma série de prédios de pintados com cores vivas e edifícios de apartamentos com poucos andares (muitos construídos em concreto armado), com quase todas as estruturas aparentemente equipadas para e servidas com eletricidade. A pequena cidade foi orientada e posicionada de tal forma que os telhados azul-claros e paredes laterais brancas dos vários prédios residenciais construídos ao lado do enorme mastro da bandeira norte-coreana seriam características particularmente distintas quando vistas do outro lado da fronteira.A capacidade das modernas lentes telescópicas e as imagens mais nítidas levaram, no entanto, à conclusão de que os edifícios da aldeia são simplesmente cascas vazias de concreto e aço, sem vidros nas janelas não têm vidro nem pisos estruturas interiores. As luzes nos prédios e estruturas seriam ligadas e desligadas em horários fixos e pré-determinados, e as calçadas vazias na pequena cidade seriam varrida por zeladores (possivelmente soldados norte-coreanos disfarçados de civis locais) como parte dos esforços das autoridades norte-coreanas para preservar a ilusão de atividade e vida na aldeia.
A vila é cercada por extensos e vastos campos agrícolas cultivados que são claramente visíveis, não apenas para os visitantes do lado norte-coreano da ZDC, mas também para os visitantes do lado sul-coreano.

### Mastro da bandeira
Nos anos 80, o governo sul-coreano construiu um mastro de 98,4 metros de altura com uma bandeira  da Coreia do Sul de 130 quilos em Daeseong-dong. 
O governo norte-coreano respondeu construindo um mastro ainda mais alto, conhecido como Panmunjom, com 160 metros de altura e uma bandeira da Coreia do Norte de 270 kg em Kijŏng-dong, a 1,2 km da linha de demarcação, no que alguns chamam de "guerra dos mastros". Por mais de uma década, o mastro foi o mais alto do mundo. Em 2010, o Panmunjom tornou-se o segundo mastro mais alto do mundo na época, depois do da Praça da Bandeira Nacional em Baku, no Azerbaijão, com 162 m. É agora o quarto mastro mais alto do mundo, depois do Mastro de Dushanbe no Tajiquistão, a 165 m, e o Mastro de Jeddah na Arábia Saudita, a 170 m.

### Propaganda em alto-falantes
Enormes alto-falantes montados em vários dos edifícios transmitem difusões de propaganda da RPDC dirigidas para o sul. Originalmente, eles exaltavam as virtudes do Norte em grandes detalhes e pediam aos soldados e agricultores descontentes que atravessassem a fronteira para serem recebidos como irmão. Poucos, se algum, aceitaram a oferta, e eles mudaram para discursos anti-ocidentais, óperas agitprop e música patriótica de marcha por até 20 horas por dia. De 2004 a 2016, o Norte e o Sul concordaram em encerrar suas transmissões de alto-falantes. As transmissões foram retomadas em 2016 devido à crescente tensão resultante do teste nuclear de janeiro de 2016, embora o Sul unilateralmente tenha decidido interromper suas transmissões à meia-noite de 22 de abril de 2018, como um gesto de boa vontade dias antes da Conferência intercoreana de 2018 ser realizada, em 27 de abril.